# Ploská
Ploská (1532 m) – jeden z najwyższych szczytów w grupie górskiej Wielkiej Fatry w Karpatach Zachodnich na Słowacji.

## Topografia
Ploská leży w środkowej części Wielkiej Fatry, w jej grzbiecie głównym, pomiędzy szczytami Čierny kameň i Chyžky. W kierunku północno-wschodnim przez Sedlo Ploskej i Čierny kameň biegnie od niej wielki grzbiet, tzw. "liptowski" z Rakytovem i Smrekowicą, w kierunku południowo-zachodnim dalsza część głównego grzbietu, tzw. Halna Fatra do szczytu Krížna i dalej. Ploská jest też zwornikiem dla bocznego, północno-zachodniego grzbietu z Borišovem. Grzbiet ten oddziela dwie doliny: Belianską (Belianska dolina)  i Necpalską (Necpalská dolina). Pomiędzy Ploską a Borišovem odgałęzia się od niego jeszcze jeden długi grzbiet tzw. "turczański" z Lyscem i Klakiem.
Ploská wznosi się nad trzema dolinami. Są to:
- na południowym wschodzie Revúcka dolina i jej odnoga – Zelená dolina,
- na północy Ľubochnianska dolina,
- na zachodzie Necpalská dolina i jej górna część – Hornoborišovská dolina[1].

## Geologia i morfologia
Ploská zbudowana jest w większości ze stosunkowo miękkich marglistych łupków z okresu dolnej kredy. Słowacka nazwa szczytu (w tłumaczeniu na język polski: Płaska) doskonale oddaje charakter góry. Zamiast ostrego wierzchołka mamy tu do czynienia z rozległym, bardzo łagodnie zaokrąglonym, prawie płaskim plateau szczytowym, będącym pozostałością dawnej powierzchni zrównania. Halna wierzchowina wyraźnie kontrastuje z sąsiednim szczytem Čierny kameň.
Zachodnie stoki są trawiaste i strome, wskutek czego zimą do Hornoborišovskiej doliny zsuwają się z nich duże lawiny. Ostrzega przed nimi tablica zamontowana przy szlaku z Ploskej do Chaty pod Borišovom.

## Przyroda ożywiona
Wierzchołek pokrywają bogate w gatunki łąki górskie z pełnikiem europejskim, czosnkiem syberyjskim i cebulicą dwulistną. Nie jest to naturalne piętro halne, lecz wytworzone przez człowieka pasterskie hale. Na północnych stokach występują uboższe łąki i borówczyska, na wiosnę zakwitające krokusami. Górną granicę lasu tworzą buczyny.

## Turystyka
Szczyt Płaskiej nie ma większego znaczenia jako punkt widokowy. Rozległość wierzchowiny powoduje, że panorama ograniczona jest głównie do dalszych planów, a widoki do otaczających dolin zasłaniają w większości obłości góry.
Na szczyt wiodą znakowane szlaki turystyczne:
  z Krížnej przez Ostredok, głównym grzbietem Wielkiej Fatry 3:30 h (z powrotem 3:30 h);
  ze schroniska Chata pod Borišovom 1 h (z powrotem 35 min);
  z wioski Liptovské Revúce w dolinie Revucy 2:45 h (z powrotem 2:15 h).
Obok rozwidlenia szlaków znajduje się grób uczestnika powstania słowackiego z 1944 roku.

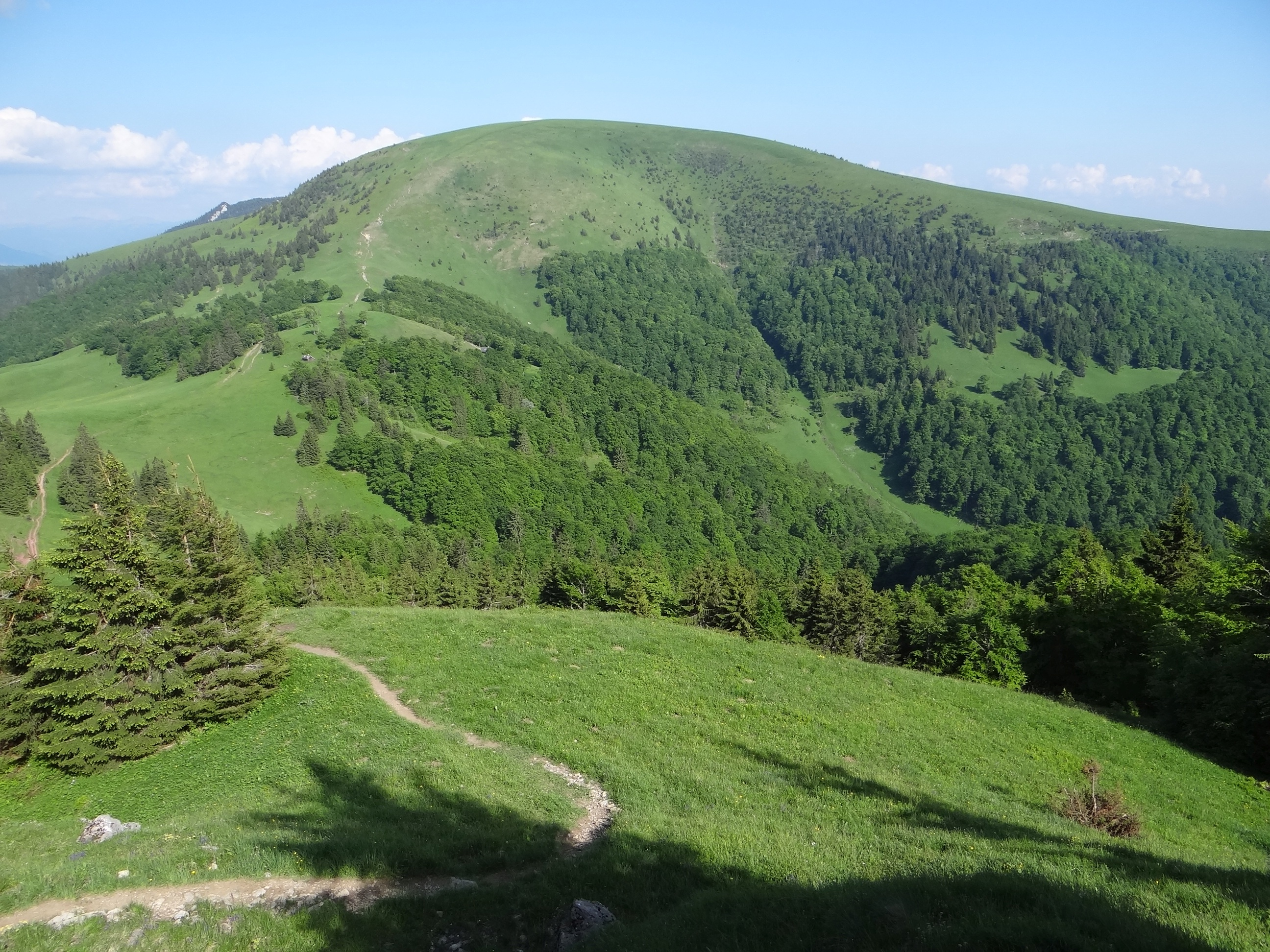
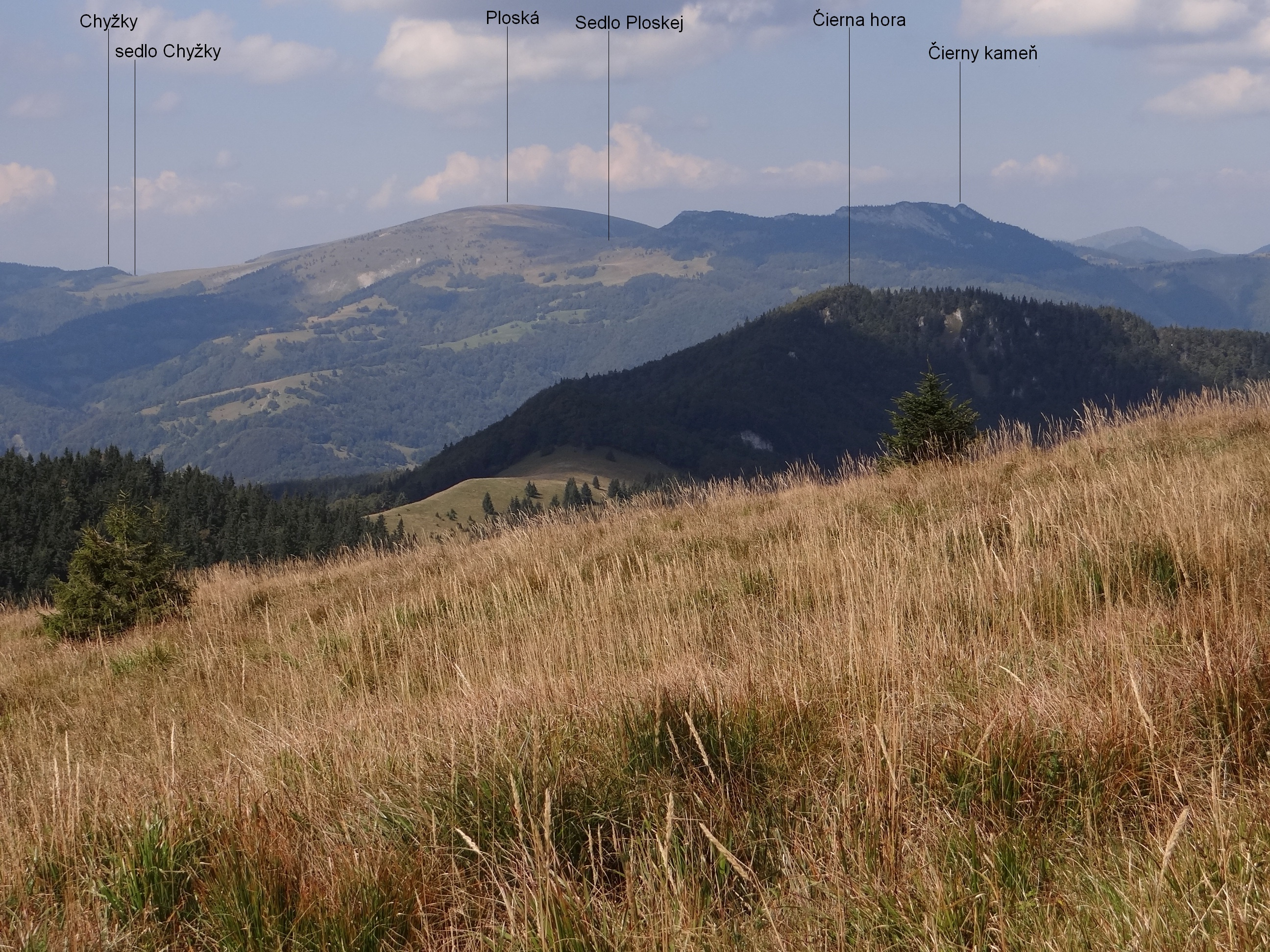
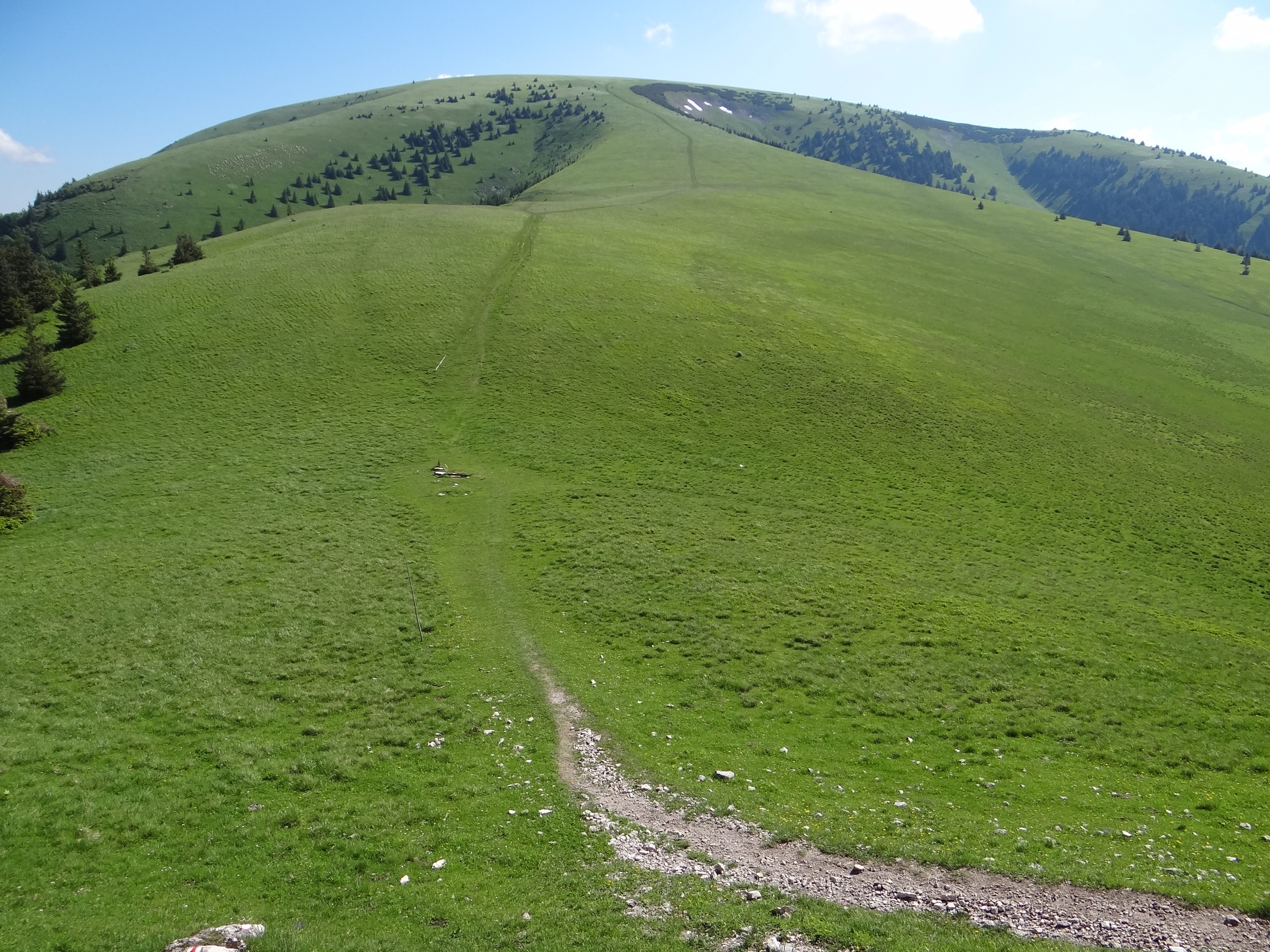
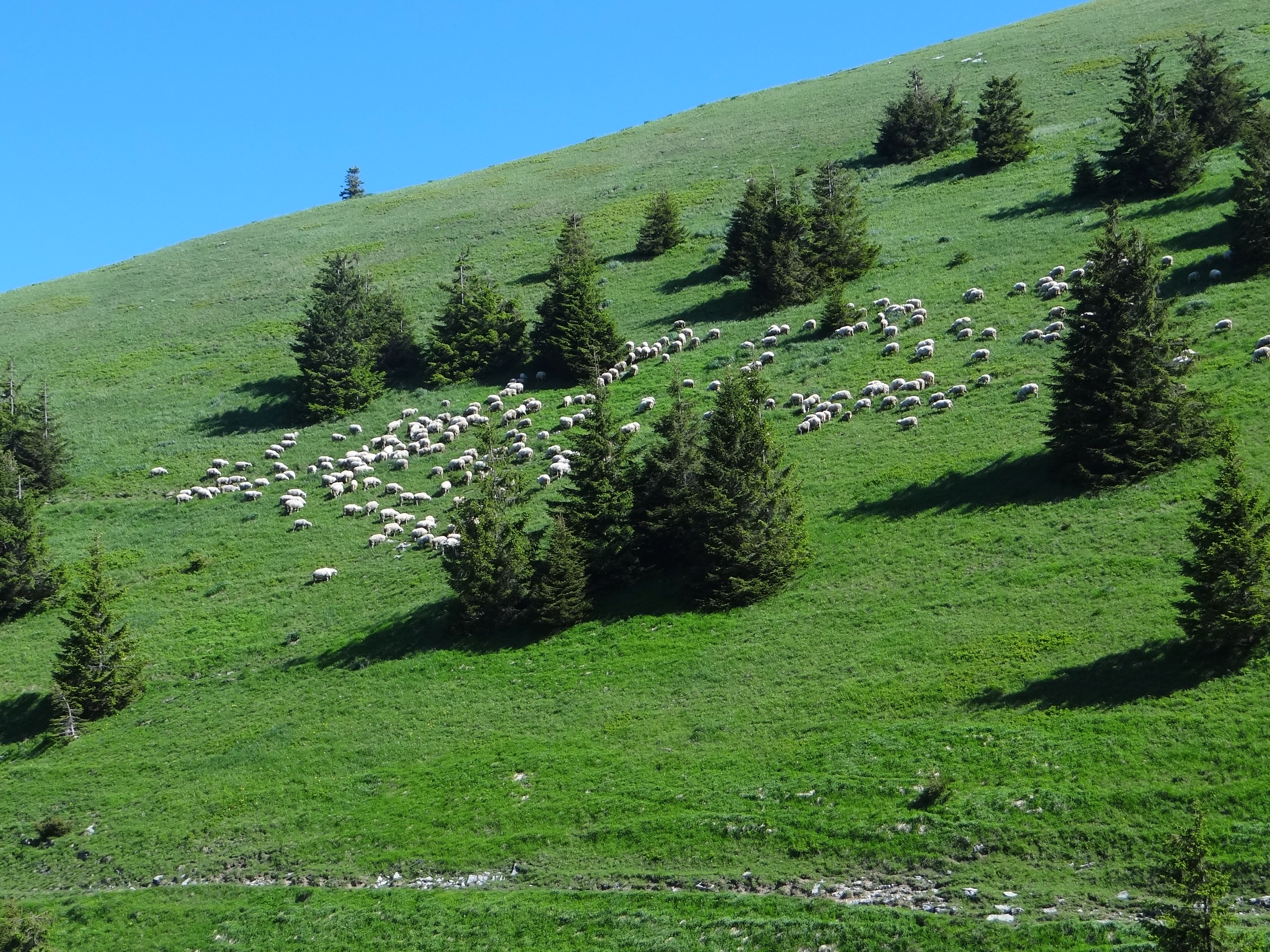
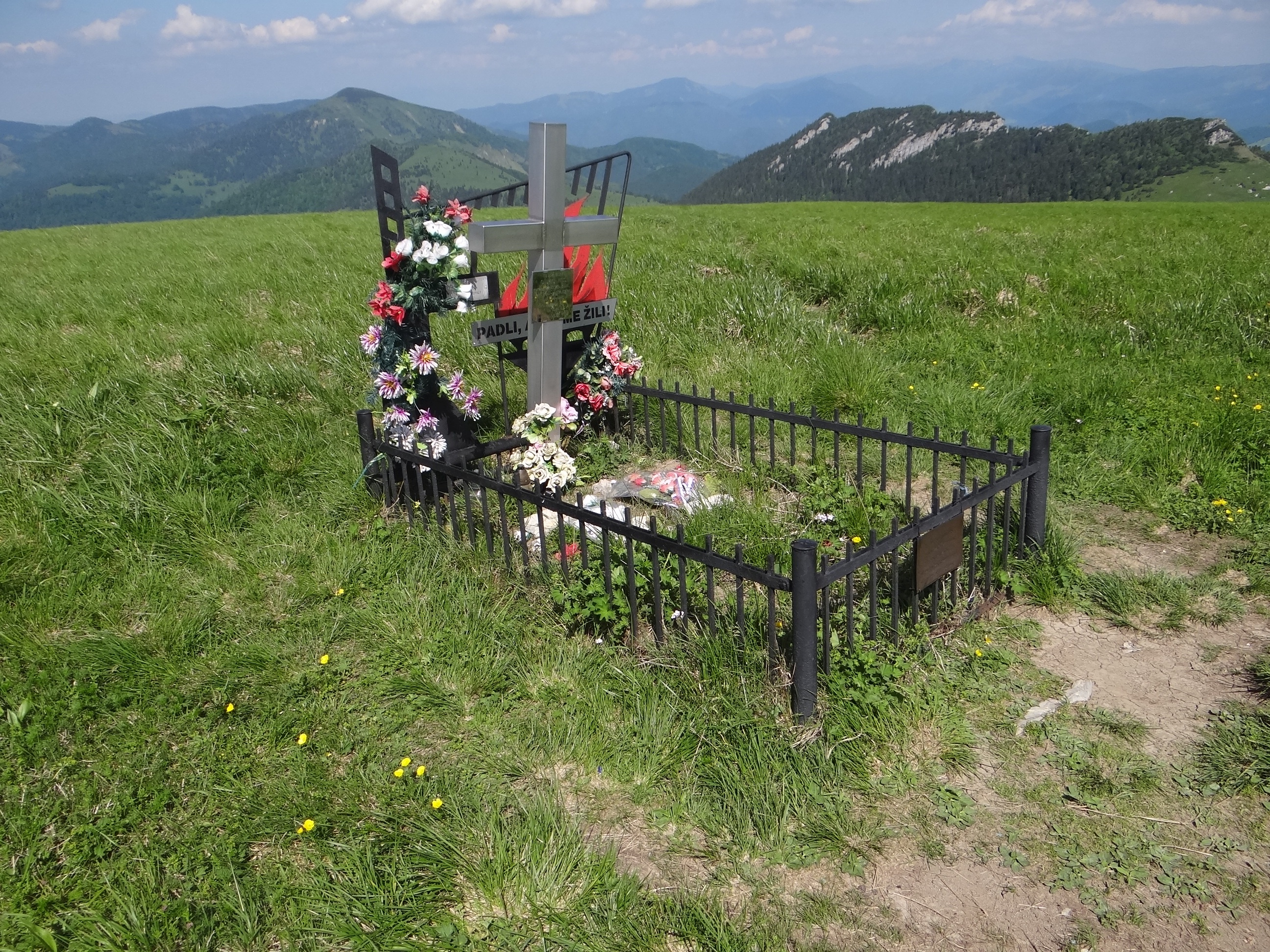
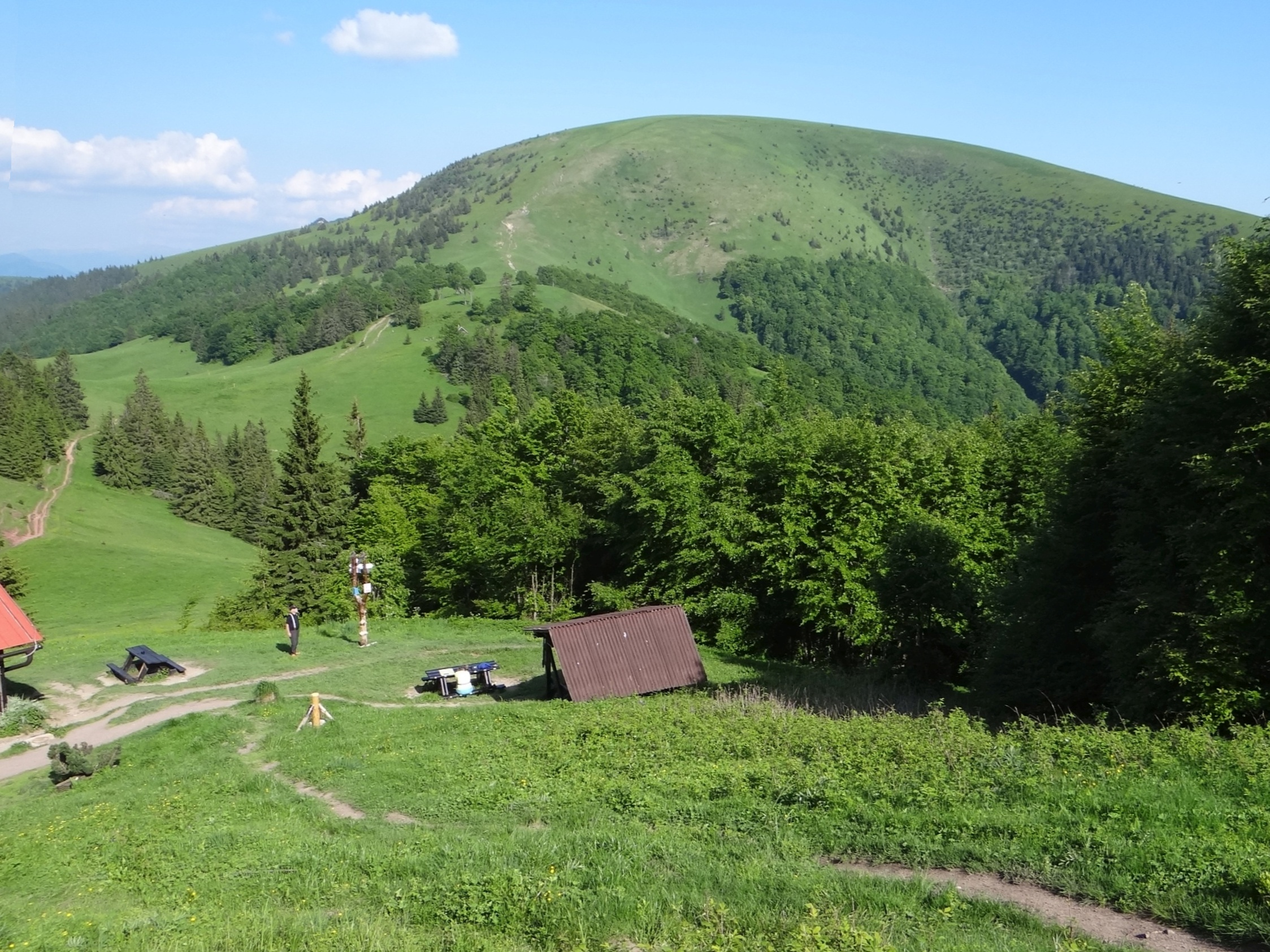